# Подопригора, Афанасий Андронович
Афанасий Андронович Подопригора (13 июля 1927, Лемещиха, Жашковский район, Уманский округ, УССР, СССР — 1 января 2005, Киев, Украина) — советский украинский правовед, доктор юридических наук (1983), профессор (1985), академик Национальной академии правовых наук Украины (1992), Заслуженный работник образования Украины (1992).

## Биография
Родился 13 июля 1927 в селе Лемещиха (ныне Жашковского района Черкасской области). Во время Великой Отечественной войны, после оккупации села, призван в армию, служил с марта 1944 года и до конца войны, участник освобождения Варшавы и штурма Берлина, кавалер боевых наград.
В 1952 году поступил на юридический факультет Киевского государственного университета имени Т. Г. Шевченко, окончив его в 1957 году, после чего трудился там до выхода на пенсию в 2003 году: в 1957 году занял должность аспиранта, позже — ассистент, старший преподаватель, доцент, профессор (с 1985 года). В 1962 году защитил кандидатскую диссертацию, посвящённую проблемам права собственности в Древнем Риме; в 1982 году защитил диссертацию на соискание учёной степени доктора юридических наук на тему «Правовые проблемы создания и внедрения новой техники».
В 1964—1973 годах работал в должности заместителя декана юридического факультета, в 1987—1993 годах — заведующий кафедры гражданского права юридического факультета. С 1998 года — профессор кафедры гражданского права Запорожского государственного университета.
Скончался 1 января 2005 года, похоронен в Киеве на Байковом кладбище.

## Научная деятельность
Автор ряда работ по римскому частному праву, проблемам гражданского права Украины, права интеллектуальной собственности Украины.
Основные работы:
- «Правовые вопросы создания и внедрения новой техники» (1975);
- «Проблемы правового регулирования научно-технического прогресса в СССР» (1985);
- «Основы римского гражданского права» (1990);
- «Общая теория гражданского права» (1992);
- «Римское частное право» (1997);
- «Право интеллектуальной собственности Украины» (1998);
- «Основы правовой охраны интеллектуальной собственности в Украине» (2003);
- «Римское право» (2003) и другие.

Был одним из разработчиков проекта нового Гражданского кодекса Украины.